# Испано-марокканская война (1859—1860)

Битва при Тетуане. Картина Мариано Фортуни.

Испано-марокканская война (1859—1860), также известная как Первая Марокканская война (исп. Primera Guerra de Marruecos), Тетуанская война или — в Испании — Африканская война (исп. La Guerra de África), — война, которая велась с 22 октября 1859 года до 26 апреля 1860 года между Испанией и Марокко. Окончилась заключением мирного договора в Вад-Расе. Война началась из-за инцидента в предместье афро-испанского города Сеута и велась в северной части Марокко. Марокканцы запросили мира после победы испанцев в битве при Тетуане.

## Предыстория
С 1840 года принадлежащие Испании города Сеута и Мелилья на северном побережье Марокко постоянно подвергались нападениям вооружённых групп марокканцев из региона Риф. Вскоре к этому добавились нападения на испанские войска, дислоцированные в различных пунктах Северного Марокко, — особенно в 1844, 1845, 1848 и 1854 годах. Эти нападения немедленно отражались армией, но они повторялись снова.
Когда испанское правительство решило провести фортификационные работы вокруг Сеуты, это было расценено Марокко как провокация. В августе 1859 года марокканцы напали на испанский отряд, охранявший ремонтные работы в различных фортах Сеуты. Генерал Леопольдо О’Доннелл, премьер-министр Испании в то время, потребовал от марокканского султана примерно наказать агрессоров. Однако этого не произошло.
О’Доннелл, будучи человеком, имевшим серьёзную военную репутацию, а также желая упрочить свои позиции в правительстве правящей партии — Либеральном союзе, которая требовала от исполнительной власти решительных действий, выдвинул в Кортесах предложение об объявлении с 22 октября 1859 года войны Марокко из-за «надругательства, нанесенного испанскому флагу дикими ордами» возле Сеуты.  Он также получил одобрение французского и английского правительств.
Реакция народа была единодушной, и все политические группы, включая большинство членов Демократической партии, полностью поддержали интервенцию. В Каталонии и Стране Басков организовывались центры набора рекрутов-добровольцев, готовых идти на фронт; в войска записались многие карлисты, прежде всего из Наварры, — и процесс патриотического подъёма в стране был такого уровня, какого не бывало со времён Войны за независимость против Наполеона I. Волну патриотизма, распространившуюся по стране, поддержала и католическая церковь, призывавшая солдат «не возвращаться, не разрушив ислам, не разрушив мечети и не прибив кресты ко всем крепостям».

## Ход военных действий
Война, длившаяся четыре месяца, началась в декабре 1859 года, когда испанская армия, высадившаяся в Сеуте месяцем ранее, начала вторжение в Султанат Марокко.
Экспедиционная армия, отплывшая из Альхесираса, насчитывала 36 000 солдат, 65 пушек и 41 корабль, среди которых были пароходы, парусные корабли и баркасы. О’Доннелл разделил армию на три корпуса, командование над которыми получили генералы Хуан Савала де ла Пуэнте, Антонио Рос де Олано и Рафаэль де Эчагуэ. Резервные войска находились под командованием генерала Хуана Прима. Командующим флотом был назначен адмирал Сегундо Диас Эрреро.
Целями войны были провозглашены взятие Тетуана и порта Танжер. 17 декабря 1859 года начались боевые действия: колонна солдат под командованием Хуана Савалы заняла Сьерра-де-Булонес. Два дня спустя Эчаго захватил дворец в Серале, а О’Доннелл лично возглавил войска, которые высадились в Сеуте 21 декабря. На Рождество три армейских корпуса укрепили свои позиции и ожидали начала наступления на Тетуан.
1 января 1860 года генерал Прим подошёл к устью реки Уад-эль-Джалу, чтобы поддержать фланг генерала Савалы и флот, атаковавший силы противника, находящиеся далеко от берега. Столкновения продолжались до 31 января, при этом марокканцы однажды даже перешли в наступление; после этого О’Доннелл начал наступление на Тетуан с отрядом каталонских добровольцев. Он получил прикрытие на флангах в виде отрядов генералов Роса Олано и Прима. Артиллерийский огонь настиг марокканские войска до того, как они успели укрыться в стенах Тетуана, который пал 6 февраля. Для передвижения войск и снабжения между Тетуаном и Рио-Мартином была проложена вторая на африканском континенте железнодорожная линия.
Следующей целью был Танжер. Армия была усилена баскскими добровольцами, многие из которых были карлистами. В течение февраля дополнительные силы испанских войск численностью 10 000 человек высадились на марокканском побережье. Испанцы сосредоточили силы, достаточные для того, чтобы 11 марта под командованием самого О’Доннелла начать решающее наступление. 23 марта произошло сражение при Вад-Расе, в котором испанцы победили. Поражение заставило марокканского султана просить мира. 26 апреля в Тетуане был подписан так называемый Вад-Расский мирный договор.

## Вад-Расский договор
Вад-Расский договор положил конец войне. Испания объявила себя победительницей, Марокко же было объявлено побеждённой стороной и единственным виновником войны. Итогами войны по этому договору стали следующие изменения:
- Испания «навечно» расширяла свои владения вокруг Сеуты и Мелильи;
- Налёты на Сеуту и Мелилью марокканцев прекращались;
- Марокко признавало суверенитет Испании над островами Чафаринас[3];
- Марокко выплачивало Испании контрибуцию в 100 млн. песет;
- Марокко передавало Испании во владение прибрежную территорию Сиди-Ифни на юго-западе страны, с правом Испании вести рыбный промысел в том районе;
- Тетуан оставался под временным контролем испанской администрации, до тех пор пока султанское правительство не выплатит Испании всю контрибуцию.

Из почти 4000 погибших испанцев две трети погибли не на поле боя, а стали жертвами холеры и других заболеваний.

## Интересный факт
После Африканской войны к северу от Мадрида был создан временный военный лагерь для «победоносной» армии, которая затем, как предполагалось, с триумфом войдёт в столицу, однако этого никогда так и не случилось. Военный лагерь, превратившийся из временного в постоянный, облюбовали торговцы, затем расширившие его до целого торгового квартала растущего города, получившего название Тетуанская победа.